# Intel i860
L'Intel i860 (i860 dit aussi 80860, nom de code N10) est un microprocesseur RISC d'Intel, lancé en 1989. 
L'i860 est le premier à proposer une architecture et un jeu d'instructions (ISA, Instruction Set Architecture) complètement nouveaux, depuis l'échec de l'iAPX 432 au début des années 1980. Lancé en fanfare, il éclipse l'i960, pourtant techniquement supérieur. L'i860 n'arriva cependant pas à devenir populaire. La fabrication de ce processeur fut interrompue à la suite de résultats commerciaux décevants.
L'Intel i860XP est utilisé sur les Geometry Engine des systèmes Reality Engine 1 et 2, fabriqués par Silicon Graphics et utilisés sur les 
stations Onyx. De dix à douze I860XP y sont en action en configuration parallèle. Il est également présent sur la carte graphique NeXTdimension de l'ordinateur NeXT.

## Technologie

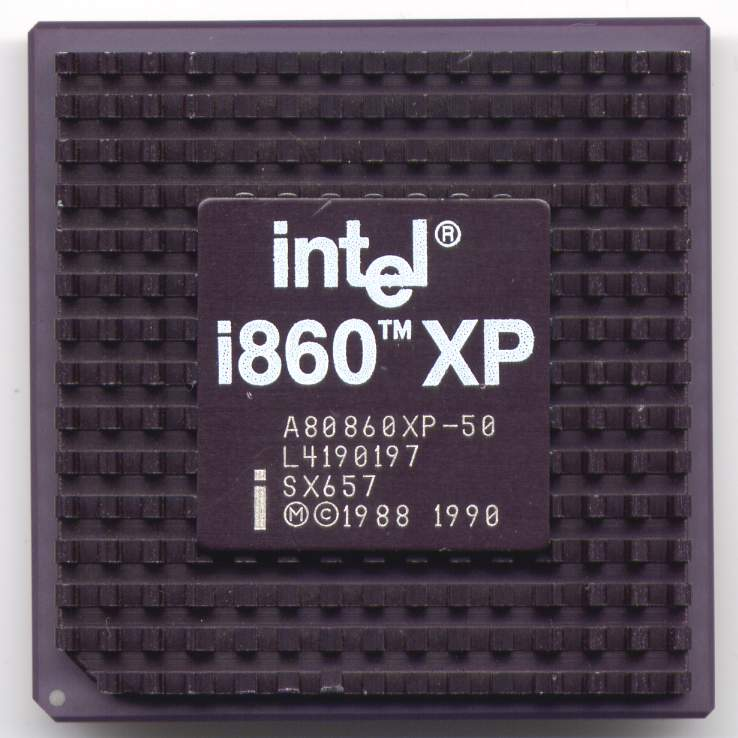
Un Intel i860.

## Performances et problèmes
Intrinsèquement, les performances sont très bonnes, mais de bons résultats ne s'obtiennent qu'avec un développement manuel.
Les compilateurs butent sur un code difficile à optimiser (VLIW) malgré un compilateur dit « à percolation ».